# Goleș, Hunedoara
Goleș este un sat în comuna Toplița din județul Hunedoara, Transilvania, România. Se află în partea de vest a județului, în Munții Poiana Ruscă.
În anul 2007 avea 10 locuitori
iar în 2012 au mai rămas doar 5.